# 樂以琴
樂以琴（1914年11月23日—1937年12月3日），四川蘆山縣人。中華民國空軍王牌飛行员，抗日烈士。

## 生平
樂以琴原名「樂以鐘」，出生於四川省雅安市蘆山縣的一個浸禮會基督教家庭。父親樂伯英經營「義豐全」水煙生意和茶莊，母親邱福為藏族人。1900年美北浸禮會宣教士夏時雨（H. J. Openshaw）到雅安傳教，樂家十餘人於同年加入基督教。

1926年從芦山明德小學畢業後，樂以琴入張家山明德初級中學就讀。1929年畢業後入讀華西協合大學的附屬高級中學，畢業後，入山東濟南齊魯大學學醫。一·二八事變後棄醫從武，參加空軍，航校三期畢業，在第四大隊21中隊擔任副隊長。
1937年8月15日，空戰中，樂以琴個人擊落日本飛機四架。
1937年8月21日，在上海西部擊落日本軍隊飛機一架，其戰功成為中華民國空軍史上第一位王牌飛行員。
1937年12月3日在南京保卫战中，所驾驶飞机的水箱、油箱中弹起火。弃机跳伞后，因為其降落傘未能完全张開，而触地因重伤殉国，時年23歲。

## 擊墜敵機紀錄

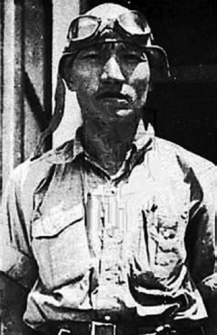
穿着飛行服的樂以琴

| 日期           | 敵機                 | 結果 | 駕駛飛機                                   | 地區     | 單位         |
| -------------- | -------------------- | ---- | ------------------------------------------ | -------- | ------------ |
| 1937年 8月15日 | 九六式陸上攻擊機     | 擊落 | 寇蒂斯鷹III型戰機 #2204                    | 杭州地區 | 四大隊22中隊 |
| 8月15日        | 九六式陸上攻擊機     | 擊落 | 寇蒂斯鷹III型戰機                          | 杭州地區 | 四大隊22中隊 |
| 8月15日        | 九六式陸上攻擊機     | 擊落 | 寇蒂斯鷹III型戰機                          | 杭州地區 | 四大隊22中隊 |
| 8月15日        | 九六式陸上攻擊機     | 擊落 | 寇蒂斯鷹III型戰機                          | 杭州地區 | 四大隊22中隊 |
| 8月21日        | 九五式水上偵察機     | 擊落 | 寇蒂斯鷹III型戰機                          | 上海地區 | 四大隊22中隊 |
| 9月20日        | 輕轟炸機（型號不明） | 擊落 | 寇蒂斯鷹III型戰機 #IV-1 （四大隊大隊長機） | 江蘇鎮江 | 四大隊22中隊 |